# SN 2007jc
SN 2007jc – supernowa typu Ia/c odkryta 4 września 2007 roku w galaktyce A232348-0108. W momencie odkrycia miała maksymalną jasność 20,20m.